# 1944 (песен)
„1944“ е песен на украинската певица Джамала, с която печели „Евровизия 2016“ с 534 точки, провела се в шведската столица Стокхолм.
Това е първата песен на „Евровизия“, в която са включени думи на кримскотатарски език.

## Създаване
Първите строфи на песента са написани на украински език през 2014 г. Тя разказва за депортацията на кримските татари на 18 май 1944 г. Истории за това събитие Джамала чула от своята прабаба Назлхан, която преживяла депортацията. В припева певицата използва думите на прабаба си. През 2016 г. специално, за да участва в украинската национална селекция за Евровизия 2016, заедно с Арт Антонян бива написан текстът на песента на английски език. В участието на творбата вземат и Евгений Филатов и Армен Костандян.
Песента има сложни вокални партии с множество полутонове и мугами. Певицата планира да издаде украинска версия на песента, с кримскотатарски припеви, озаглавена „Души“.

## Обвинение в политизиране
След финала на националната селекция, новината за победата на Джамала се появява в европейските преси, поради възможната политическа пропагадна на песента. На 9 март 2016 г. ЕСРТ потвърди, че нито името, нито текстовете на песента не нарушават правилата на Евровизия.